# Eosimias
Az Eosimias sinensis 1994-es felfedezése óta eltelt időben további három rokon fajt írtak le az Eosimias nemből. Mindhárom faj a középső eocénben, 45-40 millió évvel ezelőtt élt. Mindegyik kis termetű (becsült tömegük 67-276 gramm közti), a makifélékhez hasonló főemlős, amelyekben keverednek a progresszív és a primitív evolúciós tulajdonságok. Fogképletük is közös: 2-1 – 3-3 formájú.
Az E. centennicus első maradványát 1995-ben fedezték fel, a példánynak (IVPP V1100) jó állapotú alsó állkapcsa és teljes alsó fogazata volt. E faj egyedeinek tömege 91-179 gramm.
Az IVPP V11999 katalógusszámú 1995-ös lelet megint új faj felállítását igényelte, ez lett az E. dawsonae típuspéldánya. A lelet bal oldali állkapocstöredékekből és néhány fogmederben ülő foggyökérből állt. E faj testtömegét 107-276 grammra becsülik, így ez a legnagyobb Eosimias-faj.
1999-ben Burmában találtak olyan leletet, amelyik talán az Eosimias nemhez tartozik, ez az NMMP 23 katalógusszámú sarokcsont. Ez a lelet és a kínaiak sokfélesége azt bizonyítja, hogy az Eosimiasfélék gyakoriak és változatosak voltak a térségben, széleskörűen elterjedtek.

## Lásd még
- Az emberfélék fosszíliáinak listája